# Dimitri Leonidovitch Khorvat
Dimitri Leonidovitch Khorvat (Дмитрий Леонидович Хорват en russe), né le 25 juillet 1858,  mort le 16 mai 1937 à Pékin, est un général de corps d'armée de l'empire russe.
En 1903, il est nommé directeur de la compagnie du chemin de fer de l’Est chinois et supervise la construction de la ligne.
Pendant la guerre civile il se rallie aux armées blanches.